# Olle Anderberg
Olle Anderberg   (Asmundtorp parish, 13 de setembre de 1919 - Linköping, 26 de setembre de 2003) va ser un lluitador suec, que combinà la lluita grecoromana i la lluita lliure, que va competir entre les dècades de 1940 i començaments de la de 1960.
El 1948 va prendre part en els Jocs Olímpics d'Estiu de Londres, on va guanyar la medalla de plata en la prova del pes ploma del programa de lluita grecoromana. Quatre anys més tard, als Jocs de Hèlsinki, guanyà la medalla d'or en la prova del pes lleuger del programa de lluita lliure. La tercera, i darrera, participació en uns Jocs fou el 1956, a Melbourne, on disputà dues proves del programa de lluita. En ambdues quedà eliminat en sèries.
En el seu palmarès també destaquen quatre medalles al Campionat del Món de lluita, dues d'or en lluita grecoromana, i una d'or i una de plata en lluita lliure; tres medalles al Campionat d'Europa de lluita, una d'or en lluita grecoromana i una d'or i una de plata en estil lliure i vint-i-set títols nacionals.